# Agathiphyllia
Agathiphyllia Reuss, 1864 è un genere estinto di madrepore della sottoclasse degli Esacoralli. È l'unico genere della famiglia Agathiphylliidae.Vaughan & Wells, 1943

## Tassonomia
Comprende le seguenti specie:
- Agathiphyllia antiguensis (Duncan, 1863) †
- Agathiphyllia explanata Reuss, 1864 †
- Agathiphyllia tenuis (Duncan, 1863) †